# Rosa D’Amato
Rosa D’Amato (ur. 30 marca 1969 w Tarencie) – włoska polityk, posłanka do Parlamentu Europejskiego VIII i IX kadencji.

## Życiorys
Ukończyła studia w zakresie nauk o sporcie na Uniwersytecie we Florencji. Pracowała jako trenerka dzieci w klubach sportowych, a także nauczycielka wychowania fizycznego w szkole średniej. Zaangażowała się w działalność polityczną w ramach Ruchu Pięciu Gwiazd. W wyborach w 2014 z listy tego ugrupowania uzyskała mandat eurodeputowanej. W 2019 z powodzeniem ubiegała się o reelekcję. W 2020 opuściła Ruch Pięciu Gwiazd.